# Vexata quaestio
Vexata quaestio è una locuzione latina dal significato letterale: "questione tormentata" ovvero "già ampiamente discussa", per la quale la risoluzione non è stata trovata e verosimilmente non si troverà neanche in futuro, perché tutti gli argomenti sviluppati sembrano mostrare la contrapposizione di tesi non conciliabili.